# Cyllopoda protmeta
Cyllopoda protmeta là một loài bướm đêm trong họ Geometridae.